# Римская бирема
Ри́мская бире́ма — одна из разновидностей бирем.
Характерной особенностью этого судна является узкий кринолин — парадос, служивший не для размещения гребцов, а для защиты бортов.
В орнаментальном украшении форштевня предусматривались зажимы для копий. Выше металлического тарана линия форштевня имеет внутренний прогиб, а затем плавно выступает вперед и переходит в массивный акростоль, украшенный своеобразным орнаментом. Декоративные фигуры крокодилов по обеим сторонам форштевня, вероятно, символизировали название судна.
Фальшборт, расположенный по всей длине биремы, в носу и корме имел открытые проходы. В носовой части, на наружной поверхности фальшборта, видны изображения головы Медузы и богини — покровительницы судна.
Для военачальника отводилось место под легким тентом-палаткой на корме. В носовой части располагались характерная для римских боевых судов башня для пращников и абордажный трап-ворон (лат. corvus), бывший основным отличием римских бирем от греческих, поскольку греки не применяли манипулариев, а рассчитывали на таранный удар. На акростоле обычно крепились флагштоки с боевыми символами — трофеи с захваченных судов. Этот тип биремы — чисто гребное судно, приводимое в движение 88-ю веслами.
(Реконструкция корабля проведена по барельефу в храме Фортуны в Пренесте, датируемому концом II в. до н. э.)